# Liphistius erawan
Espèce
Liphistius erawan est une espèce d'araignées mésothèles de la famille des Liphistiidae.

## Distribution
Cette espèce est endémique du sud-ouest de la Thaïlande. On la trouve dans les environs des chutes d'eau du parc national d'Erawan.

## Publication originale
- Schwendinger, 1996 : New Liphistius species (Araneae, Mesothelae) from western and eastern Thailand. Zoologica Scripta, vol. 25, no 2, p. 123-141.